# Sisavath Keobounphanh
Sisavath Keobounphanh (ສີສະຫວາດ ແກ້ວບຸນພັນ; Provincia di Houaphan, 1º maggio 1928 – Vientiane, 12 maggio 2020) è stato un politico laotiano, vicepresidente del Laos dal 1996 al 1998 e primo ministro dal 1998 fino al 2000, quando gli succedette Bounnhang Vorachith.
Fu membro del Partito Rivoluzionario del Popolo Lao e presidente del comitato permanente del Fronte Lao per la Costruzione Nazionale dal 2001  fino al 2011, quando gli subentrò Phandoungchit Vongsa.
| Controllo di autorità | VIAF (EN) 96148874363449620936 · LCCN (EN) n2017223640 |